# Божићни краставчић
Божићни краставчић је америчка божићна традиција. На јелки се сакрива украс у облику киселог краставчића, а онај ко га пронађе добија или награду или срећу за следећу годину. Постоји више различитих прича о пореклу ове традиције, укључујући и ону да потиче из Немачке. Ова теорија је од тада одбачена и сада се сматра да је немачко-америчка традиција настала крајем 19. века. У ствари, The New York Times је известио да је од 2.057 анкетираних Немаца, истраживањем утврђено да 91% не зна за ову легенду.

## Опис
Према традицији, на јелку се ставља украсни кисели краставчић као један од божићних украса. На божићно јутро, прва особа која пронађе кисели краставчић на дрвету добија додатни поклон од Деда Мраза или се каже да ће имати годину дана среће.
Беријен Спрингс у Мичигену, који је себе прогласио светском престоницом божићних краставаца, одржавао је параду киселих краставаца од 1992. до 2005. Фестивал киселих краставаца и парада вратили су се 2021. након 16-годишње паузе.

## Порекло
Американци обично верују да ова традиција долази из Немачке и да се назива Weihnachtsgurke, али ово је вероватно нетачно. Претпоставља се да је порекло божићног краставца можда настало 1890-их и поклопило се са увозом стаклених украса за јелку из Немачке. Вулвортс је била прва компанија која је увезла ове врсте украса у САД 1890. године, а украсно поврће од дуваног стакла увозило се из Француске од 1892. надаље. Упркос доказима који показују да традиција није настала у Немачкој, концепт божићних киселих краставаца је од тада увезен у Сједињене Државе и сада се продају у земљи која се традиционално повезује са њим.
Једно од могућих извора је да је традиција дошла из затвора Андерсонвил у Џорџији током Америчког грађанског рата. Редов рођен у Баварској Џон К. Лоуер се пријавио у 103. пенсилванску пешадију, али је ухваћен у априлу 1864. и одведен у заробљенички логор. Како се прича, на Бадње вече молио је стражара за кисели краставчић док је гладовао. Чувар је обезбедио кисели краставчић, коме је Лоуер касније приписао заслуге за спас његовог живота. Након што се вратио својој породици у Баварску, започео је традицију скривања киселог краставца на њиховој божићној јелки сваке године.
Друго порекло које потиче из Беријен Спрингса је прича из викторијанског доба о Светом Николи који је спасао двоје шпанске деце коју је крчмар заробио у бурету киселих краставаца, што заправо потиче из много језивије средњовековне легенде која укључује ханибалистичког месара који је убијао и чувао дечаке у бурету и светог Николу који их чудесно обнавља и васкрсава.